# Triunghiul birondohumerotricipital

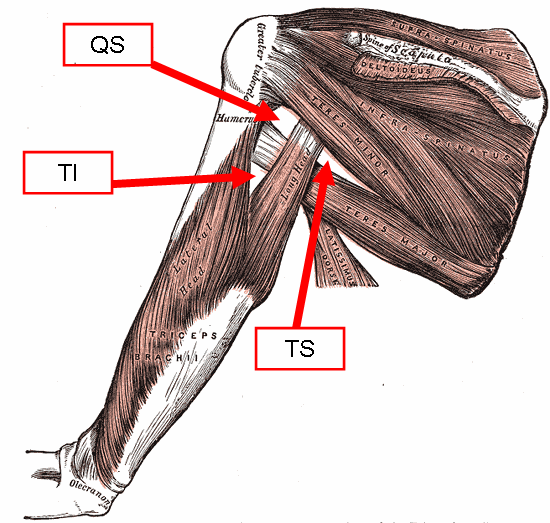
Mușchiul rotund mare și raporturile sale:
Triunghiul birondohumerotricipital format de patrulaterul humerotricipital (QS) și triunghiul omotricipital (TS).
TI - Spațiul rondohumerotricipital

Triunghiul birondohumerotricipital este un spațiu aflat în  axilă delimitat inferior de mușchiul rotund mare (Musculus teres major), superior de mușchiul rotund mic (Musculus teres minor) și lateral de osul humerus. Acest triunghi este divizat în două porțiuni de capul lung al tricepsului (Caput longum musculi tricipitis brachii):
- lateral, patrulaterul humerotricipital sau patrulaterul humerobirondotricipital Velpeau, prin care trec dinainte-înapoi artera circumflexă humerală posterioară (Arteria circumflexa humeri posterior) și nervul axilar (Nervus axillaris); acest patrulater este delimitat în jos de mușchiul rotund mare, sus de mușchiul rotund mic, înăuntru de capul lung al tricepsului, iar în afară de osul humerus.
- medial, triunghiul omotricipital sau spațiul birondotricipital, spațiul triunghiular omotricipital, trigonul birondo-tricipital, prin care trece dinainte-înapoi artera circumflexă a scapulei (Arteria circumflexa scapulae); acest triunghi este delimitat inferior de mușchiul rotund mare, superior de mușchiul rotund mic și lateral de capul lung al tricepsului.